# Pavel Lackovič
Pavel Lackovič (ur. 13 listopada 1979 w Bratysławie) – słowacki wioślarz.

## Osiągnięcia
- Mistrzostwa Świata Juniorów – Hazewinkel 1997 – czwórka bez sternika – 14. miejsce[1].
- Mistrzostwa Świata – Mediolan 2003 – dwójka podwójna – 16. miejsce[1].
- Mistrzostwa Świata – Eton 2006 – dwójka podwójna – 23. miejsce[1].
- Mistrzostwa Europy – Poznań 2007 – czwórka bez sternika – 12. miejsce[1].